# Landwirtschaftliche Nutzfläche
Die landwirtschaftliche Nutzfläche (LN bzw. LNF) ist die Gesamtheit aller Ackerflächen, Wiesen und Weiden eines landwirtschaftlichen Betriebes oder eines Landes. Bei einem landwirtschaftlichen Betrieb bilden die Gebäude, die Verkehrsflächen und die landwirtschaftliche Nutzfläche den Boden als Produktionsfaktor des Betriebes.
In der deutschen Statistik, insbesondere bei Produktionskennzahlen wie Erträgen wird statt der landwirtschaftlichen Nutzfläche häufig die landwirtschaftlich genutzte Fläche (LF) verwendet, welche die dauerhaft aus der landwirtschaftlichen Produktion genommene Flächen, Hofgebäude, Kurzumtriebsplantagen, Gebäude- und Hofflächen nicht umfasst. Insofern sind Vergleiche mit anderen Ländern – insbesondere außerhalb Europas – nicht ohne weiteres möglich.

## Aufteilung
Die Landesverwaltungsämter in Deutschland bezeichnen die LN mit „Landwirtschaftsfläche“ und vergeben dafür die Schlüsselnummer 6000. Die LN wird unterteilt in:
| Nr.  | Bezeichnung          |
| ---- | -------------------- |
| 6100 | Ackerland            |
| 6105 | Hopfenpflanzung      |
| 6200 | Grünland             |
| 6205 | Strandhafer, -gräser |
| 6206 | Schilf               |
| 6300 | Gartenland           |
| 6304 | Obstbaumanlage       |
| 6400 | Weingarten           |
| 6500 | Moor                 |
| 6600 | Heide                |
| 6700 | Mischnutzung         |
| 6800 | Betriebsfläche       |
| 6801 | Hofraum              |
| 6900 | Brachland            |

## Situation in Deutschland

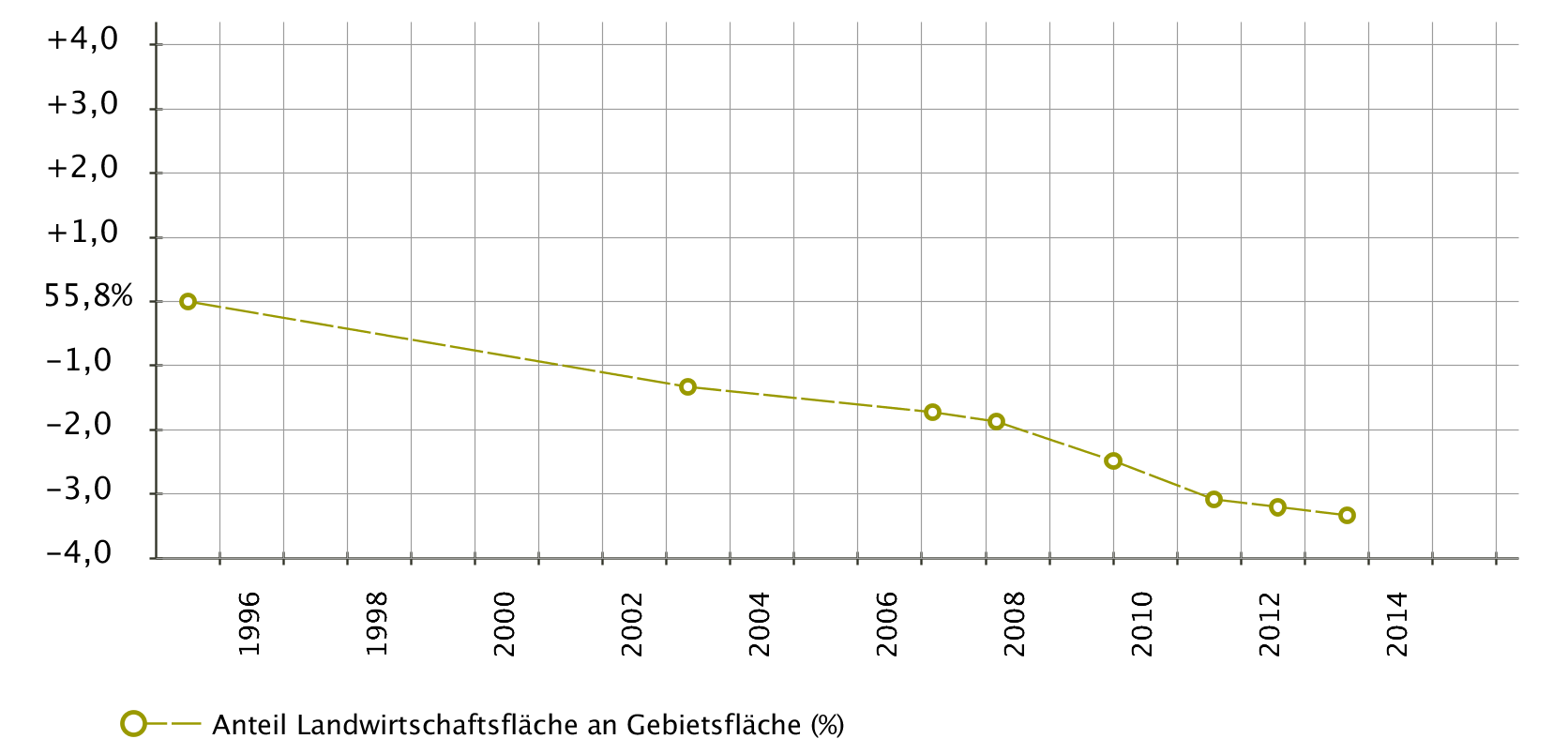
Aus den Daten des IÖR-Monitor lässt sich ein Rückgang der landwirtschaftlichen Fläche ablesen.

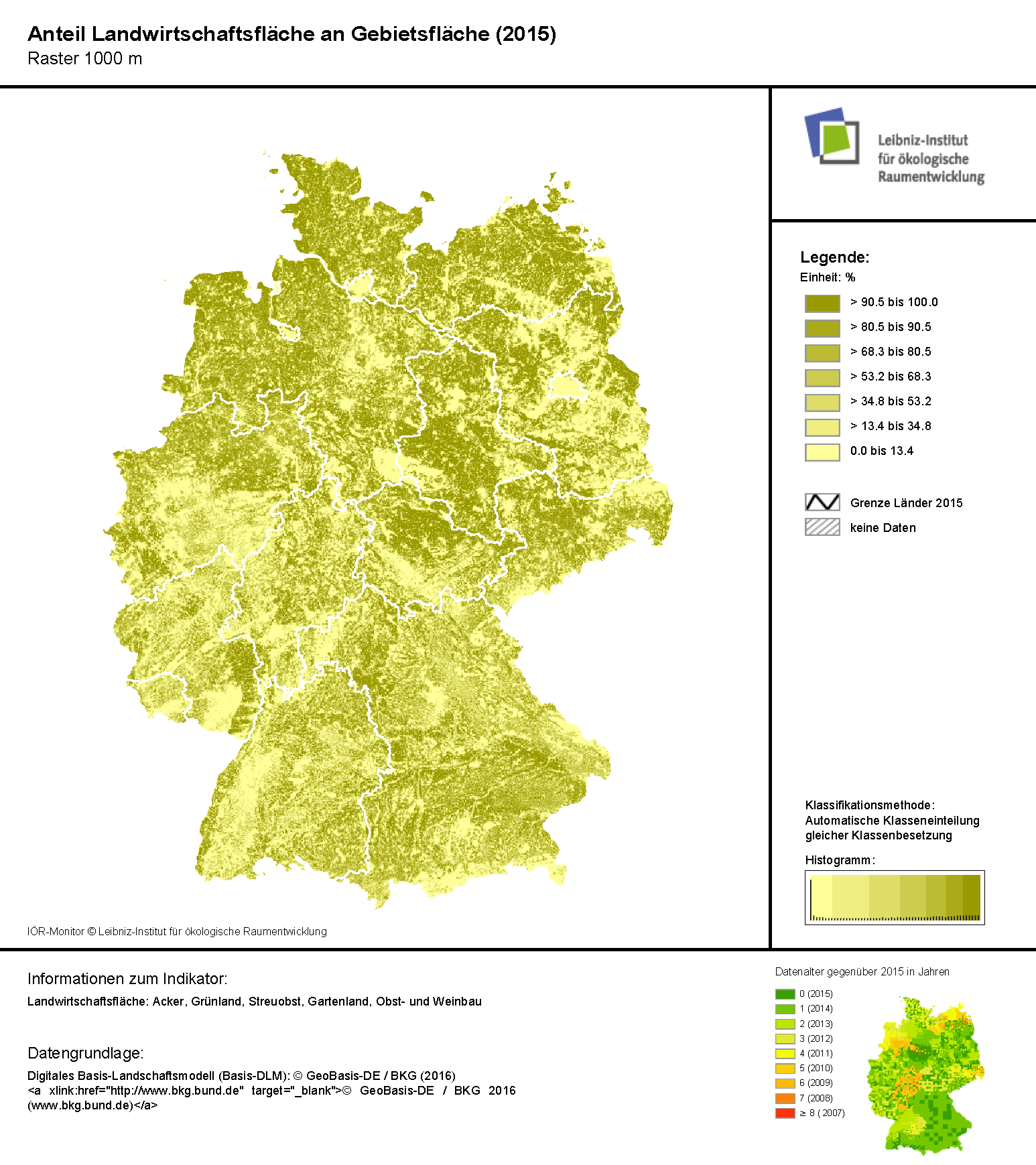
Die Entwicklung der landwirtschaftlichen Nutzfläche lässt sich mit den Karten des IÖR-Monitor anschaulich darstellen

Den Anteil landwirtschaftlicher Nutzfläche in Deutschland und deren Veränderung kann mit dem Monitor der Siedlungs- und Freiraumentwicklung (IÖR-Monitor) beobachtet werden. Die landwirtschaftlich genutzte Fläche ist unregelmäßig über das Bundesgebiet verteilt. Während in agrarisch geprägten, waldarmen Regionen hohe Werte erreicht werden, beispielsweise in Nordostdeutschland und weiten Teilen Niedersachsens, Thüringens, Sachsens, Baden-Württembergs und Bayerns, weisen Städte erwartungsgemäß fast durchweg einen deutlich geringeren Anteil an Landwirtschaftsfläche als die sie umgebenden Landkreise auf. Besonders niedrige Werte treten zum Beispiel in Großstädten wie Berlin und München sowie in Agglomerationsräumen wie dem Ruhrgebiet auf. Auch kleine Städte mit waldreichen Umgebungen wie Suhl oder Kaiserslautern und die Niederlausitz, das Sauerland, der Schwarzwald, der Bayerische Wald und teilweise der Alpenraum haben wenig landwirtschaftliche Nutzflächen zu verzeichnen. Dies lässt sich zum einen mit der geringen Bodenfruchtbarkeit der nährstoffarmen Böden erklären, die zum Beispiel in der Niederlausitz oft nicht für den Ackerbau ausreicht, zum anderen aber auch, wie im Schwarzwald oder dem Bayerischen Wald, mit einer Dominanz der Waldwirtschaft. Neben der Bodenfruchtbarkeit spielen auch Klimaeinflüsse, zum Beispiel Trockenheit, eine Rolle, die sich mit dem Klimawandel zunehmend verschärfen.
Nicht nur weltweit, auch in Deutschland sind die Veränderungen bei den Niederschlägen spürbar. Ein Rückgang der Sommerniederschläge, hohe Verdunstung durch starke Sonneneinstrahlung und zunehmende Erosionen durch Starkniederschläge führen zu einer sinkenden Ertragssicherheit. Die landwirtschaftliche Nutzfläche wird in Deutschland von ca. 280.000 landwirtschaftlichen Betriebe im Jahr 2015 bearbeitet. Die Betriebsanzahl ist seit 2007 um mehr als 40.000 Betriebe zurückgegangen. Während dabei allerdings die Zahl der Betriebe mit einer landwirtschaftlichen Nutzfläche über 100 Hektar stetig steigt, nimmt die Zahl der Betriebe in den Größenklassen unter 100 Hektar LF immer weiter ab. Mehr als die Hälfte der landwirtschaftlichen Nutzfläche wird aktuell von Betrieben mit einer Betriebsgrößenklasse über 100 Hektar bewirtschaftet.
Generell ist aber eine Abnahme der landwirtschaftlich genutzten Fläche im deutschen Bundesgebiet zu verzeichnen. Dies ist darauf zurückzuführen, dass immer mehr landwirtschaftliche Flächen in Siedlungs- und Verkehrsflächen umgewandelt werden. Umgerechnet 1,3 durchschnittliche Landwirtschaftsbetriebe bzw. 73 Hektar gehen den Landwirten täglich verloren. Die Umwidmung von landwirtschaftlich genutzter Bodenfläche in Bauland wird umgangssprachlich in Deutschland auch als „Fünfte Fruchtfolge“ bezeichnet. Doch nicht nur die Vergrößerung von Städten und Siedlungsräumen, auch die zunehmende Beanspruchung landwirtschaftlicher Flächen als Standorten für die Energieerzeugung Erneuerbare Energien und durch Aufforstungen als Kompensationsgebiete für Eingriffe in Natur und Landschaft tragen zur Umwandlung bei.

### In Bayern
2016 bewirtschaften Bayerns landwirtschaftliche Betriebe 3.125.366 Hektar landwirtschaftlich genutzte Fläche. Davon sind 2.048.124 Hektar Ackerland. Gut ein Drittel der landwirtschaftlichen Fläche entfällt auf 1.063.313 Hektar Dauergrünland.
Bayern nimmt mit rund 9.900 Ökobetrieben und einer ökologisch bewirtschafteten Fläche von knapp 345.000 Hektar bundesweit den Spitzenplatz ein." Das entspricht 11,0 % der gesamten landwirtschaftlich genutzten Fläche.
Die Produktion soll laut Landesregierung bis 2020 verdoppelt werden.
Das Volksbegehren „Artenvielfalt & Naturschönheit in Bayern“ fordert eine Erhöhung der für ökologischen Landbau bewirtschaften Flächen auf mindestens 20 % bis 2025 und auf mindestens 30 % bis 2030. Staatliche Flächen sollen bereits ab 2020 ökologisch bewirtschaftet werden.

## Situation in Österreich
In Österreich ging die landwirtschaftlich genutzte Fläche seit 1990 um 200.000 Hektar zurück. Die Zahl der Betriebe nahm stark ab. 1990 gab es in Österreich 281.910 landwirtschaftliche Betriebe, 2013 waren es 166.317.
Der gesamte Flächenverbrauch in Österreich wird mit 15 bis 25 Hektar pro Tag geschätzt. Die stärksten Zuwächse an Bauflächen sind in den Bundesländern Tirol und Vorarlberg zu verzeichnen. Regional betrachtet ist die Bauflächenzunahme in den Umlandbezirken der Großstädte sowie im Inn- und Rheintal am größten. Im internationalen Vergleich liegen Österreich und Deutschland beim Flächenverbrauch gleich auf.

## Nachnutzung
Der mitteleuropäische Trend des Rückgangs landwirtschaftlich genutzter Fläche lässt sich weltweit nachvollziehen. Forschende sehen hier besonderes Nachnutzungspotential für Biodiversitäts- und Klimaschutz durch Rewilding, das größere Vorteile als Aufforstung bieten könne.